# Å ett sånt härligt sex
Å ett sånt härligt sex (franska: Benjamin ou les mémoires d'un puceau) är en fransk romantisk komedi från 1968 i regi av Michel Deville.

## Utmärkelser
Filmen vann Louis Delluc-priset 1967.

## Rollista i urval
- Michèle Morgan - grevinnan de Valandry
- Michel Piccoli - greve de Saint-Germain
- Pierre Clémenti - Benjamin
- Catherine Deneuve - Anne de Clécy
- Jacques Dufilho - Camille
- Francine Bergé - Marion
- Anna Gaël - Célestine
- Catherine Rouvel - Victorine
- Tania Torrens - Mme. De Chartres
- Simone Bach - Mme. La Tour
- Odile Versois - La conseillère
- Angelo Bardi - Basile
- Sacha Briquet - Celestin
- André Cellier - Ehemann
- Lyne Chardonnet - Jacotte
- Cécile Vassort - Aline